# Магитон, Исаак Семёнович
Исаак Семёнович Магито́н (29 августа 1922, Симферополь — 13 декабря 2009, Москва) — советский кинорежиссёр, сценарист и мемуарист. Заслуженный деятель искусств Российской Федерации (1999).

## Биография
Родился 29 августа 1922 года (по паспорту — 29 марта 1923 года) в Симферополе. Учился в МГУ на географическом факультете. В 1943 году был призван на фронт, служил офицером в танковой разведке, после войны поступил во ВГИК на режиссёрский факультет, но диплом получил только через 15 лет из-за перерывов в учёбе. Одновременно с учёбой работал на киностудии имени Горького вторым режиссёром, а также какое-то время на киностудии «Мосфильм». Участвовал в создании фильмов «Когда деревья были большими», «Фома Гордеев», «Леон Гаррос ищет друга». Благодаря режиссёру в серьёзное «большое кино» попали Юрий Никулин, Олег Борисов и Семён Фарада. В 1965 году дебютировал в качестве режиссёра фильмом «Фантазёры» по рассказам Носова. Последние 17 лет руководил детским жюри на Международном детском кинофестивале в Артеке. Написал книги мемуаров «Кинопроба» (2000) и «Снился мне сад…» (2007). Сделал очень большой вклад в создание (в качестве режиссёра-постановщика) сюжетов к киножурналам «Ералаш» (27 сюжетов) и «Фитиль».
Скончался 13 декабря 2009 года в Москве. Похоронен на Донском кладбище (колумбарий 22, секция 21).

## Награды
- Заслуженный деятель искусств Российской Федерации (22 ноября 1999 года) — за заслуги в области искусства.[2]
- Заслуженный работник культуры Автономной Республики Крым (8 июля 1999 года) — за значительный личный вклад в развитие культуры Автономной Республики Крым, в дело эстетического воспитания подрастающего поколения, высокое профессиональное мастерство, подготовку и проведение Международных детских кинофестивалей в Международном детском центре «Артек».[3]
- Орден Отечественной войны II степени.
- Медаль «За боевые заслуги» (2 марта 1943 года).

## Фильмография

### Режиссёр-постановщик
- 1965 — Фантазёры
- 1967 — Дядя Коля идёт домой (короткометражный)
- 1968 — Один билет на хоккей (короткометражный)
- 1970 — Свистать всех наверх!
- 1973 — Ни слова о футболе
- 1975 — Центровой из поднебесья
- 1979 — Весенняя Олимпиада, или Начальник хора
- 1991 — Пять похищенных монахов

### Второй режиссёр
- 1959 — Фома Гордеев
- 1960 — Леон Гаррос ищет друга
- 1961 — Когда деревья были большими

### Режиссёр, автор сценариев к сюжетам
- Сюжеты для киножурнала «Фитиль»
- Сюжеты для киножурнала «Ералаш»

#### Режиссёр сюжетов «Ералаша»
- 1977 — Выпуск № 11 (сюжет «Страшная сказка»)
- 1977 — Выпуск № 12 (сюжет «Химики»)
- 1977 — Выпуск № 13 (сюжет «Физкульт-привет!»)
- 1977 — Выпуск № 14 (сюжет «Интересное кино или бедный Юрик»)
- 1977 — Выпуск № 14 (сюжет «Я с тобой, Вася!»)
- 1980 — Выпуск № 26 (сюжет «Почему молоко белое?»)
- 1981 — Выпуск № 27 (сюжет «Вовка — добрая душа»)
- 1981 — Выпуск № 30 (сюжет «Футбольное обозрение»)
- 1982 — Выпуск № 31 (сюжет «Здравствуй, Витёк!»)
- 1982 — Выпуск № 33 (сюжет «Крик на рассвете»)
- 1983 — Выпуск № 37 (сюжет «Рекордный вес»)
- 1983 — Выпуск № 41 (сюжет «На одном конце червяк…»)
- 1984 — Выпуск № 42 (сюжет «Что делал слон…»)
- 1984 — Выпуск № 44 (сюжет «Ябеды»)
- 1985 — Выпуск № 48 (сюжет «Мо-лод-цы!»)
- 1985 — Выпуск № 50 (сюжет «Жажда славы»; автор сценария — Юрий Рихтер)
- 1986 — Выпуск № 55 (сюжет «Находка»)
- 1986 — Выпуск № 58 (сюжет «Погоня»)
- 1986 — Выпуск № 59 (сюжет «Необыкновенный концерт»)
- 1987 — Выпуск № 60 (сюжет «Галантный кавалер»)
- 1987 — Выпуск № 61 (сюжет «Подвиг инспектора»)
- 1987 — Выпуск № 62 (сюжет «Где эта улица?»)
- 1988 — Выпуск № 66 (сюжет «Кошмар»)
- 1988 — Выпуск № 70 (сюжет «Мститель»)

#### Автор сценариев к сюжетам «Ералаша»
- 1977 — Выпуск № 13 (сюжет «Физкульт-привет!»)
- 1977 — Выпуск № 14 (сюжет «Я с тобой, Вася!»)
- 1981 — Выпуск № 30 (сюжет «Футбольное обозрение»)
- 1982 — Выпуск № 33 (сюжет «Крик на рассвете»)
- 1986 — Выпуск № 55 (сюжет «Находка»)
- 1986 — Выпуск № 59 (сюжет «Необыкновенный концерт»)